# 5962 Shikokutenkyo
5962 Shikokutenkyo este un asteroid din centura principală de asteroizi.

## Descriere
5962 Shikokutenkyo este un asteroid din centura principală de asteroizi. A fost descoperit pe 18 aprilie 1990 la Geisei de Tsutomu Seki. El prezintă o orbită caracterizată de o semiaxă mare de 2,57 ua, o excentricitate de 0,11 și o înclinație de 12,9° în raport cu ecliptica.